# Seisho Aragaki
Seisho Aragaki (em japonês:  新垣 世璋, Aragaki Seishō) foi um renomado mestre de caratê. Nasceu em 1840, na vila de Kumemura, em Oquinaua, no seio de uma família nobre, da classe dos peichin, e teve passamento em 1914/16. Posto que não se possa atribuir-lhe o estabelecimento de um estllo próprio, sabe-se que evangelizava uma variante do Naha-te, cujas características são a predominância de movimentos suaves e concentrados. A maior herança, contudo, deixada pelo mestre reside nos kata por ele ensinados, os quais entraram para os arcabouços técnicos de vários estilos noveis de caratê, como Shito-ryu e Wado-ryu.